# 盾狀火山

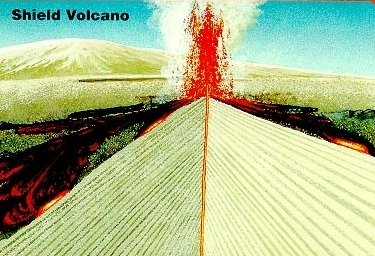
盾状火山示意图

盾狀火山（英語：shield volcano）是一类火山，具有寬廣緩和的斜坡，底部較大，整體看來就像是一個盾牌。此種火山通常由玄武岩岩漿構成，流動性高，黏滯性較低，故能夠分布在很大的區域，才能形成寬廣的山形。盾狀火山錐是由一層層的岩流，流到火山周圍而形成。這多發生於海洋中，最著名的例子是夏威夷群島，這個群島的每個島嶼都是一座巨大的盾狀火山。在美國加州北部和俄勒岡，許多盾狀火山有三或四英哩寬的直徑和高達1500到2000英尺。
此型火山在太陽系其他行星和衛星也可發現，火星上的奥林帕斯山是太陽系中已知最高的山。

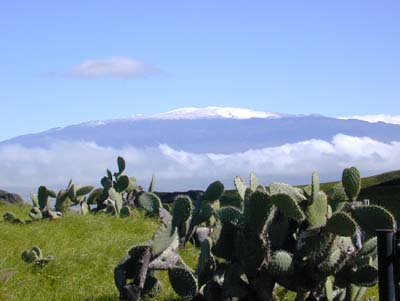
夏威夷的茂纳凯亚火山是一座盾状火山

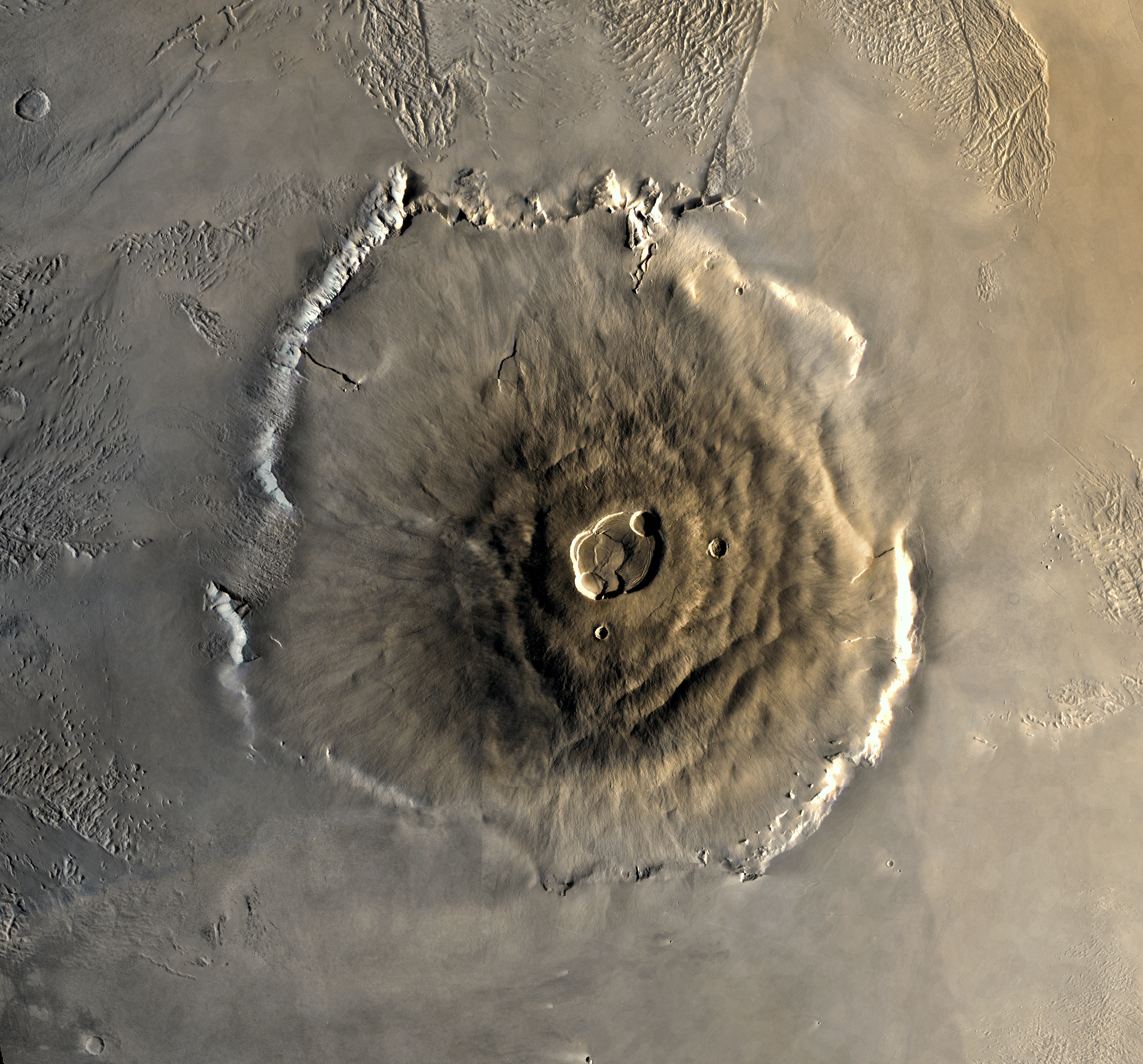
奥林帕斯山, 火星